# 石油石炭税
石油石炭税（せきゆせきたんぜい）は、石油石炭税法に基づき、原油及び輸入石油製品、ガス状炭化水素（石油ガス:LPG及び天然ガス:LNG）並びに石炭に対して課される日本の税金。課税の大半は輸入品であり、内国消費税で唯一課税対象を関税定率法別表関税率表によって規定している（石油石炭税法第2条）。なお、石油ガス税とは別の税である。
制定時点（1978年8月1日）では原油及び輸入石油製品のみ課税対象であったが、1984年9月からガス状炭化水素が課税対象に追加され、さらに平成15年度の税制改正により、平成15年10月1日以降に新たに石炭に対して課税されることとなり、これに伴って法律の題名が旧名の石油税法から石油石炭税法に改正された。また、LPGやLNGに対する税率が引き上げられた。
課税の目的は、エネルギー対策特別会計の燃料安定供給対策及びエネルギー需給構造高度化対策の財源のため一般会計から繰り入れるためである。特別会計制度の変遷で繰り入れる特別会計は何度も改正されたが基本は同じである。

## 税率
（旧）石油税からの推移を記述する。昭和63年8月1日前は、従価税（％で表示）であった。原油価格の変動による税収が変動に対応するため、昭和63年8月1日から従量税に改正された（/klは1キロリットル当たり、/MTは１トン当たりを意味する）。なお昭和63年8月1日から平成元年3月31日までは租税特別措置法による税率で、本則税率は平成元年4月1日からであるが表では区分していない。また従価税のときの輸入石油製品の課税標準は、輸入価格（関税込み）に「当該石油製品が本邦において関税納付済み原油から製造がされたとした場合における当該製造がされた製品の価格に含まれる関税納付済み原油の価格の当該製品の価格に対する割合に相当するものとして政令で定める割合を乗じて算出した金額」（石油税法第8条第1項第3号）とされていた。
「原油及び輸入石油製品」に対しては、（旧）石油税において、昭和63年8月1日に従量税となってから引き続き1キロリットルあたり2,040円を課されていた。「ガス状炭化水素」と「石炭」の税率については、平成15年の改正で引き上げ（石炭は新規課税）をされ、平成19年4月1日まで段階的に引き上げられた。
平成24年の税制改正により「地球温暖化対策のための課税の特例」(租税特別措置法第90条の3の2から第90条の3の4)が設けられ、平成24年10月1日から平成28年4月1日までにかけて段階的に引き上げられた。
| 原油及び輸入石油製品 | 原油及び輸入石油製品 | 昭和53年8月1日- 昭和59年9月1日- 昭和63年8月1日- 平成24年10月1日- 平成26年4月1日- 平成28年4月1日-                                  | 3.5％ 4.7％ 2,040円/kl 2,290円（本則＋250円）/kl 2,540円（本則＋500円）/kl 2,800円（本則＋760円)/kl                       |
| ガス状炭化水素       | 天然ガス             | 昭和59年9月1日- 昭和63年8月1日- 平成15年10月1日- 平成17年4月1日- 平成19年4月1日- 平成24年10月1日- 平成26年4月1日- 平成28年4月1日- | 1.2％ 720円/MT 840円/MT 960円/MT 1,080円/MT 1,340円（本則＋260円）/MT 1,600円（本則＋520円）/MT 1,860円（本則＋780円）/MT |
| ガス状炭化水素       | 天然ガス以外         | 昭和59年9月1日- 昭和63年8月1日- 平成15年10月1日- 平成17年4月1日- 平成19年4月1日- 平成24年10月1日- 平成26年4月1日- 平成28年4月1日- | 1.2％ 670円/MT 800円/MT 940円/MT 1,080円/MT 1,340円（本則＋260円）/MT 1,600円（本則＋520円）/MT 1,860円（本則＋780円）/MT |
| 石炭                 | 石炭                 | 平成15年10月1日- 平成17年4月1日- 平成19年4月1日- 平成24年10月1日- 平成26年4月1日- 平成28年4月1日-                                 | 230円/MT 460円/MT 700円/MT 920円（本則＋220円）/MT 1,140円（本則＋440円）/MT 1,370円（本則＋670円）/MT                    |

## 減免措置
平成15年10月以降、石炭への課税が始まったが、鉄、コークス、セメントの原料として使う石炭については、石炭以外の原料への代替が不可能であることや経済への影響を踏まえて、石油石炭税が免除されている。この減税措置はもともと時限措置であったが延長が重ねられた後に、2013年以降は明確な期限を切らず、「当分の間」免税措置が継続されることとなっている。
また、需要規模が小さいこともあって原子力発電所がないほか水力発電の割合もごく小さく、本土との系統連系も行われていないなどといった沖縄県の特殊事情を踏まえ、また沖縄振興の意味合いも含めて、沖縄県で一般電気事業者（沖縄電力）、卸電気事業者が使用する石炭についても、「当分の間」石油石炭税が免除されている。

## 電源開発促進税との関係
この増税の代わりに電源開発促進税が減税されており、これらの背景には環境に対する関心の高まりがある。いわゆる、環境税のはしりと捉えることもできる。しかしながら電源開発促進税は大規模安定電源の確保という名目で、事実上原子力発電所の補助金だけに使われており、毎年余りの生じる電源開発促進税が新エネルギー推進に投入されることがなかったため、環境政策の視点からは齟齬がある。もともと電源開発促進税が原発立地地域への支援を名目にした、建設利権ばら撒きの財源としての性格が強かったためと考えられる。

## 税収の推移
財務省の統計を参照（単位:100万円。単位未満切捨て）。決算ベース。
- 令和 4年度 663,030
- 令和 3年度 635,549
- 令和 2年度 607,754
- 令和元年度 638,327
- 平成30年度 701,350
- 平成29年度 690,790
- 平成28年度 701,965
- 平成27年度 630,446
- 平成26年度 630,714
- 平成25年度 599,473
- 平成24年度 566,946
- 平成23年度 519,103
- 平成22年度 501,932
- 平成21年度 486,791
- 平成20年度 511,044
- 平成19年度 512,851
- 平成18年度 511,726
- 平成17年度 493,126
- 平成16年度 480,274
- 平成15年度 478,339
- 平成14年度 463,445
- 平成13年度 471,808
- 平成12年度 488,960
- 平成11年度 485,895
- 平成10年度 476,657
- 平成 9年度 496,721